# Cosmoscarta pirene
Cosmoscarta pirene is een halfvleugelig insect uit de familie schuimcicaden (Cercopidae). De wetenschappelijke naam van deze soort is voor het eerst geldig gepubliceerd in 1900 door Breddin.